# Avalon Project
L'Avalon Project è una biblioteca digitale di documenti relativi alla legge, storia e diplomazia. Il progetto fa parte della Lillian Goldman Law Library della Yale Law School.
Il progetto contiene copie elettroniche online di documenti risalenti agli inizi della storia, che permette di studiare il testo originale non solo di documenti molto famosi come la Magna Carta, il Bill of Rights inglese e la Carta dei diritti degli Stati Uniti, ma anche il testo di documenti meno noti, ma significativi, che segnano punti di svolta nella storia della legislazione e dei diritti.
Il sito dispone di tutte le strutture di ricerca e un sistema per confrontare elettronicamente il testo di due documenti.
Nello stesso sito è il Project Diana: un archivio online sui diritti umani.